# Lensjön
Lensjön är en sjö i Lerums kommun i Västergötland och ingår i Göta älvs huvudavrinningsområde. Sjön är 18 meter djup, har en yta på 0,459 kvadratkilometer och är belägen 90 meter över havet. Sjön avvattnas av vattendraget Kullaån.

## Delavrinningsområde
Lensjön ingår i det delavrinningsområde (641172-129753) som SMHI kallar för Utloppet av Lensjön. Medelhöjden är 99 meter över havet och ytan är 2 kvadratkilometer. Räknas de 2 avrinningsområdena uppströms in blir den ackumulerade arean 20,91 kvadratkilometer. Kullaån som avvattnar avrinningsområdet har biflödesordning 3, vilket innebär att vattnet flödar genom totalt 3 vattendrag innan det når havet efter 41 kilometer. Avrinningsområdet består mestadels av skog (58 procent) och öppen mark (16 procent). Avrinningsområdet har 0,46 kvadratkilometer vattenytor vilket ger det en sjöprocent på 22,9 procent.